# 马里博尔大学

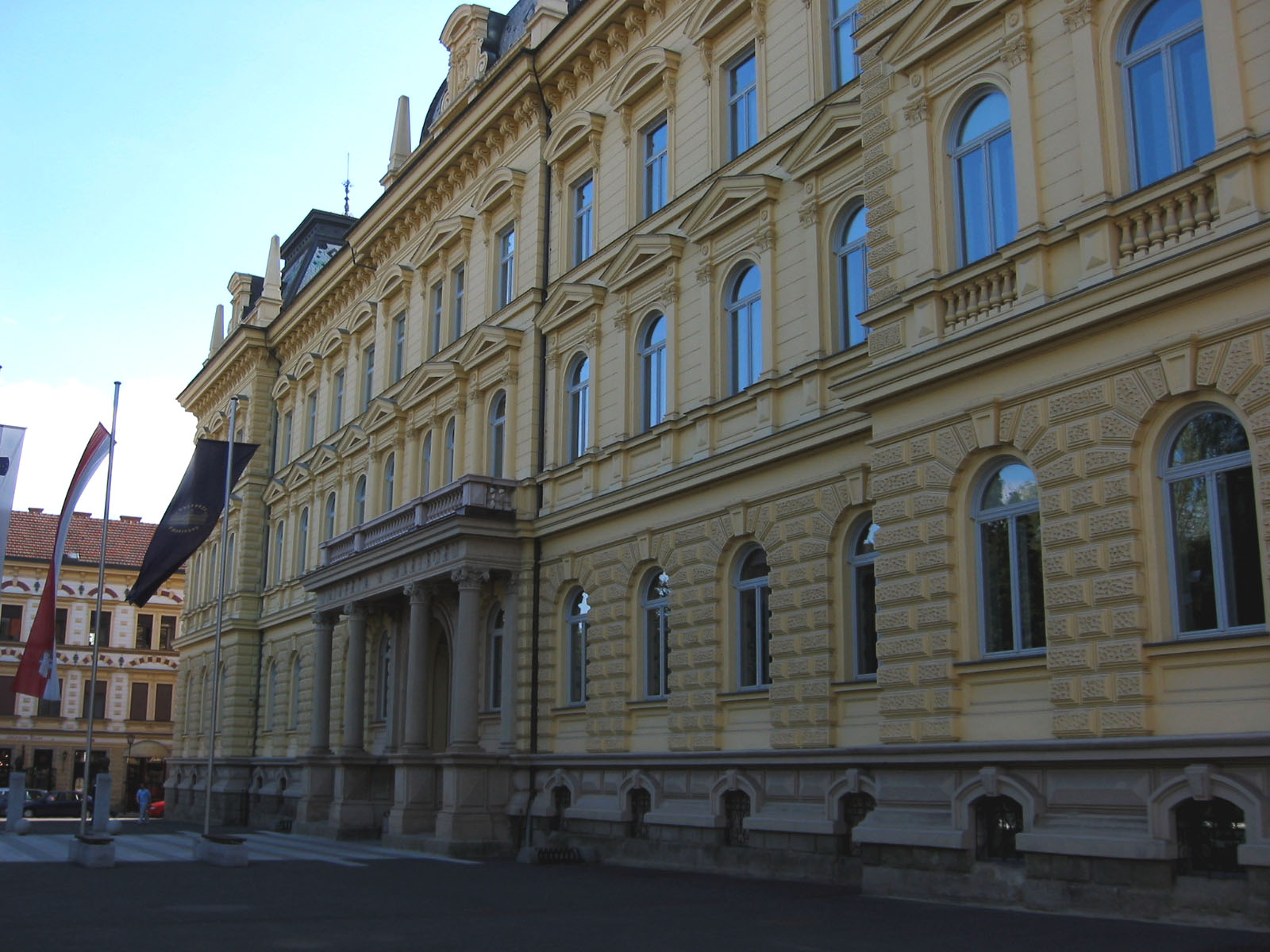
马里博尔大学

马里博尔大学是斯洛文尼亚第二大规模的大学，于1975年在斯洛文尼亚第二大城市马里博尔成立，目前有17个学院。

## 历史
该大学的历史可以追溯到1859年，当时在马里博尔主教和爱国者安东·马丁·斯洛姆塞克的鼓励下建立了一所神学院。在1950年代末和1960年代初建立了更多的学院，如1959年的经济、商业和技术学院，1960年的农学和法律学院以及1961年的教育学学院。该大学的开幕式于1975年9月19日举行。1970年代是前南斯拉夫高等教育机构数量呈指数级增长的十年，成立了与奥西耶克大学、里耶卡大学、斯普利特大学、莫斯塔尔大学、黑山大学等。